# Avant de s'envoler

Avant de s'envoler  est la onzième pièce de théâtre de Florian Zeller, créée en octobre 2016 au théâtre de l'Œuvre dans une mise en scène de Ladislas Chollat. Robert Hirsch interprétait le personnage principal. Elle a été traduite en anglais par Christopher Hampton sous le titre The Height of the Storm.

## Résumé
Madeleine et André forment un couple heureux. Ils vivent ensemble depuis plus de cinquante ans. Un week-end, leurs deux filles, en visite chez leurs parents, s'interrogent : qu'adviendra-t-il quand l'un des deux disparaîtra ? La pièce évoque la fin nécessairement tragique de tout amour qui s'abîme dans la vieillesse. 

## Distribution
- Robert Hirsch : André
- Isabelle Sadoyan : Madeleine, sa femme
- Anne Loiret : Anne, leur première fille
- Léna Bréban : Elise, leur deuxième fille
- François Feroleto : un homme
- Claire Nadeau : une femme

## Réception critique
Selon L'Express du 26 octobre 2016, Avant de s'envoler est « l'une des plus belles pièces » de Florian Zeller. 
Selon le Times, il s'agit d'une pièce "profondément émouvante qui nous amène au cœur de ce qu'est l'amour". Selon The Guardian, cette pièce est une "interrogation bouleversante sur l'amour, le deuil et l'insoutenable douleur de l'absence." Le grand critique anglais Michael Billington rajoute : "Je ne peux pas prétendre avoir compris tous les aspects de cette pièce insaisissable et poétique, mais, comme un de mes collègues l'a un jour dit à propos de Pinter, il y a un plaisir singulier à ne pas tout comprendre. Ce dont je suis certain, c'est qu'on se souvient de la pièce de Zeller longtemps après avoir quitté le théâtre". 
Elle a été élue "meilleure pièce de l'année 2018" et est considérée comme l'une des « meilleure pièce du XXIe siècle » par le journal The Guardian.

## Création internationale
La pièce a été traduite par Christopher Hampton sous le titre The Height of the Storm. Elle est créée au Wyndham's theatre, en octobre 2018 à Londres dans une mise ans scène de Jonathan Kent avec Jonathan Pryce et Eileen Atkins. 
La production anglaise s'est reprise à Broadway au Manhattan Theatre Club à partir de septembre 2019 et a reçu le Prix de la Critique à New York.

## Distinctions
- Outer Critics Circle Award (Broadway) 2020 dans la catégorie "Meilleure pièce"[6].
- Outer Critics Circle Award (Broadway) 2020 dans la catégorie "Meilleur acteur" pour Jonathan Pryce
- Outer Critics Circle Award (Broadway) 2020 dans la catégorie "Meilleure actrice" pour Eileen Atkins
- Outer Critics Circle Award (Broadway) 2020 dans la catégorie "Meilleur décor"
- Outer Critics Circle Award (Broadway) 2020 dans la catégorie "Meilleures lumières"
- Drama League Award (NYC) 2020 dans la catégorie "Meilleur acteur" pour Jonathan Pryce[7]
- Laurence Olivier Award (Londres) 2019 (nomination dans la catégorie "Meilleure actrice" pour Eileen Atkins)